# Bandera de Israel
La bandera de Israel (en hebreo: דגל ישראל‎, Degel Yisra'el) fue adoptada el 28 de octubre de 1948 (25 Tishrei, 5709), cinco meses después del establecimiento del Estado de Israel. Está representada con la Estrella de David en color azul sobre fondo blanco, entre dos franjas azules horizontales del mismo tamaño. La bandera fue diseñada por el movimiento sionista en 1891. 
El diseño básico recuerda el Talit, el manto de oración judía, que es de color blanco con franjas azules. El hexagrama en el centro es el Maguen David (‘Escudo de David’). Se convirtió en un símbolo judío de los  finales de la Praga medieval, y fue adoptada por el Primer Congreso Sionista en 1897.

## Especificaciones para la bandera estándar
Dimensiones: 220 cm x 160 cm con el fondo blanco. Dos rayas azules horizontales de 25 cm de ancho se colocan a 15 cm de los bordes.
El escudo David, integrado por dos triángulos equiláteros que se entrecruzan, está situado en el centro de la bandera. Mide 69 cm del tope a la base, siendo cada lado de 60 cm de longitud. Aunque oficialmente el color es el azul celeste, en ocasiones la bandera de Israel aparece coloreada con un azul de tonalidad más pálida.
| Color   | Azul                      | Blanco      |
| ------- | ------------------------- | ----------- |
| Pantone | Indanthren Calidon - GCDN | Blanco      |
| RGB     | 0/56/184                  | 255/255/255 |
| HEX     | #0038b8                   | #FFFFFF     |
| CMYK    | 100/70/0/28               | 0/0/0/0     |

## Otras banderas
|  |  |  |